# Ямадзі Осаму
Ямадзі Осаму (яп. 山路 修, нар. 31 серпня 1929, Хьоґо) — японський футболіст, що грав на позиції захисника.

## Клубна кар'єра
Грав за команду Сумітомо.

## Виступи за збірну
Дебютував 1954 року в офіційних матчах у складі національної збірної Японії. У формі головної команди країни зіграв 1 матч.

## Статистика
Статистика виступів у національній збірній.
| Збірна Японії | Збірна Японії | Збірна Японії |
| Роки          | Ігри          | голи          |
| ------------- | ------------- | ------------- |
| 1954          | 1             | 0             |
| Усього        | 1             | 0             |